# リュビ (原子力潜水艦)
リュビ（フランス語：Rubis, S 601）は、フランス海軍のリュビ級原子力潜水艦1番艦。艦名はルビーのフランス語読みに由来する。
当初の艦名はプロヴァンス（Provence）が予定されていた。

## 艦歴
「リュビ」は、DCNシェルブール工廠で建造され1976年12月11日に起工、1980年12月18日にリュビに改名され、1981年7月7日に進水、1983年2月23日に就役しトゥーロン海軍基地に配備される。「リュビ」の公試における微調整は長期におよび、特に水中航行検査は1,000時間を越えた。
就役当初はエグゾセ対艦ミサイルの運用能力は与えられておらず、後日改修で運用可能となった。
「リュビ」は1985年に発生した対外治安総局の破壊工作活動を支援するために太平洋に展開したとされる。グリーンピース (NGO)の主張に拠れば、工作員達がニュージーランド警察に拘束される前に潜水艦によって回収される手筈であったとされる。
湾岸戦争に参加し、その後の1991年5月18日にニュイ＝サン＝ジョルジュと命名都市の関係を結ぶ。1992年9月から1993年7月までアメティスト改正に対応した改修工事が実施される。改修後まもなくの1993年7月13日にタンカー「ラリア (Lyria)」と衝突する。1999年にはコソボ紛争におけるトライデント作戦に潜水艦「S605 アメティスト」と共に参加しセルビア（当時）コトル海峡付近に展開しNATO軍に必要な情報収集任務とセルビア海軍の封鎖の任に就いた。
2002年、アフガニスタン紛争でのヘラクレス作戦に参加しインド洋において第473任務部隊を支援した。2007年3月30日、水中航行中にソナーが海中物と接触し損傷した。その後修理に出されている。